# St. Maria (Pattensen)

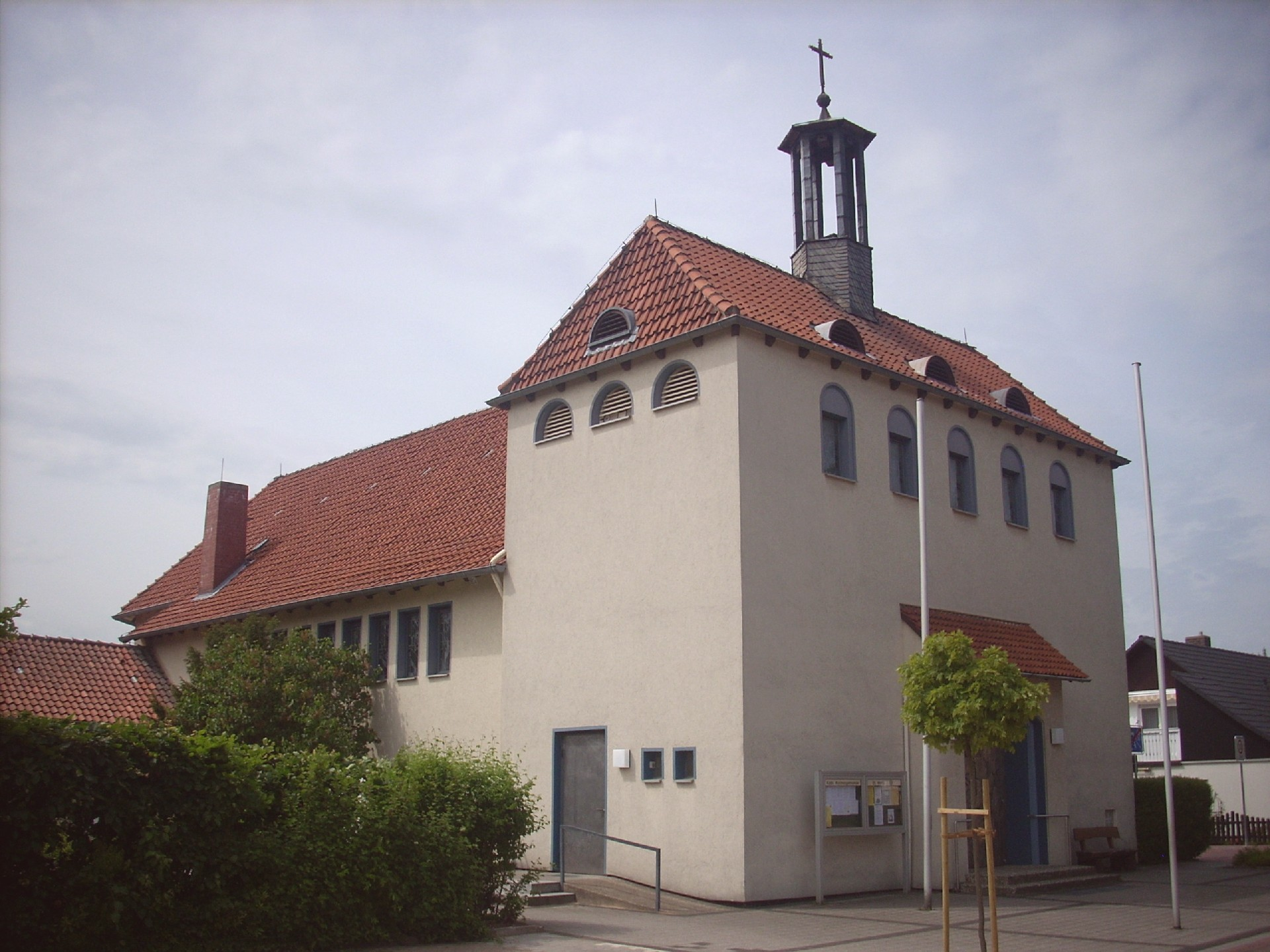
St. Maria von Südosten

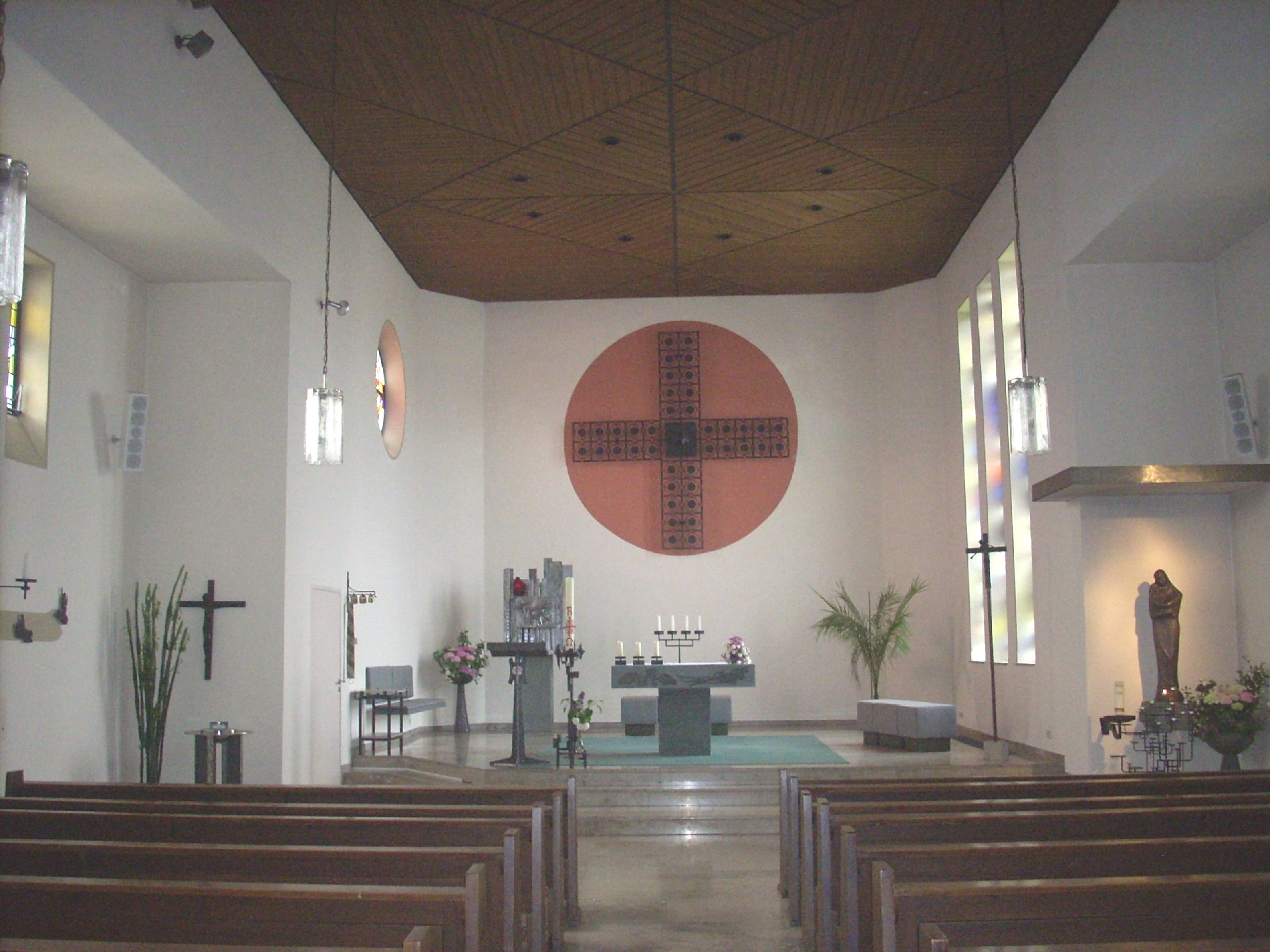
Inneres

St. Maria ist die katholische Kirche von Pattensen, benannt nach Maria (Mutter Jesu). Sie liegt in den seit 1950 entstandenen Straßenzügen nördlich des historischen Stadtkerns (Ostlandplatz 2), die schon durch ihre Namen auf die Herkunft vieler ihrer Bewohner aus den ehemaligen deutschen Ostgebieten hinweisen.
Die Marienkirche wurde 1952/53 nach Plänen von Josef Fehlig als schlichte Halle mit leicht erhöhtem Altarraum und einem turmartigen Querriegel über der Portalfront errichtet, und am 15. März 1953 von Bischof Joseph Godehard Machens konsekriert. Von der Ausstattung sind die Muttergottes und die Pietà sowie der frei stehende Tabernakel erwähnenswert.
Im Früh- und Hochmittelalter hatte Pattensen Verkehrs- und strategische Bedeutung und war Sitz eines Archidiakonats des Bistums Minden. Die Archidiakonatskirche St. Lucas ist seit der Reformation lutherisch.
Seit dem Spätmittelalter hatte die Entwicklung der Stadt stagniert. Auch die Industrialisierung brachte nur geringen Zuwachs.
Erst nach dem Zweiten Weltkrieg bewirkte der Vertriebenenzustrom einen Sprung in der Bevölkerungsentwicklung. Zeitweise waren über dreißig Prozent der Bewohner Pattensens Ostvertriebene – unter ihnen viele Katholiken.
Am 1. Juli 1957 wurde Pattensen eine selbstständige Kirchengemeinde, am 1. Oktober 1970 folgte die Erhebung zur Pfarrei. Seit dem 1. November 2006 gehört die Kirche zur Pfarrgemeinde St. Augustinus in Hannover-Oberricklingen. Heute gehören zum Kirchort St. Maria innerhalb der Gesamtpfarrei St. Augustinus 1650 Katholiken.